# حولیا شنیورت
هولیا شنیورت (ترکی استانبولی: Hülya Şenyurt؛ زادهٔ ۱۰ نوامبر ۱۹۷۳) جودوکار زن اهل ترکیه بود.
وی در مسابقات کشوری و بین‌المللی در مجموع برندهٔ ۱ مدال برنز شده‌است.